# Congroidei
Los congroideos (Congroidei) es una suborden de peces teleósteos serpentiformes, una de las tres que comprende la orden de los angüiliformes.

## Familias
La suborden de los congroideos reúne a nueve familias:
- Colocongridae
- Congridae
- Derichthyidae
- Muraenesocidae
- Nemichthyidae
- Nettastomatidae
- Ophichthidae
- Serrivomeridae
- Synaphobranchidae

### Otros artículos
- Angüiliformes
- Cóngridos
- Congrio